# Dicrurus caerulescens
Dicrurus caerulescens е вид птица от семейство Dicruridae.

## Разпространение
Видът е разпространен в Индия, Непал и Шри Ланка.